# Tim Miller
Timothy (Tim) Miller is een Amerikaanse filmregisseur en ontwikkelaar van visuele effecten.

## Carrière
Samen met David Stinnett en Cat Chapman richtte Tim Miller in 1995 het productiebedrijf Blur Studio op dat gespecialiseerd is in digitale animatie en visuele effecten. In 2005 werd hij voor de korte animatiefilm Gopher Broke genomineerd voor een Oscar.
In 2012 werd Miller door Legendary Pictures ingeschakeld om een liveactionfilm te regisseren die gebaseerd was op Warren Ellis' stripreeks Gravel, maar het project kwam niet van de grond. Later dat jaar werd hij ook gelinkt aan een filmadaptatie van Joe Haldemans sciencefictionnovelle Seasons. Ook plannen om een animatiefilm te baseren op de stripreeks The Goon werden nooit uitgevoerd.
Als ontwikkelaar van visuele effecten en digitale animatie werkte hij in de loop der jaren mee aan enkele bekende filmproducties. Zo ontwikkelde hij de geanimeerde Ninja Ninja-sequentie voor de stripboekverfilming Scott Pilgrim vs. the World (2010) en de titelsequentie voor David Finchers thriller The Girl with the Dragon Tattoo (2011). Daarnaast regisseerde Miller ook de openingssequentie van de superheldenfilm Thor: The Dark World (2013). In 2016 maakte Miller met de komische superheldenfilm Deadpool zijn officieel regiedebuut.

## Filmografie
Regie
- Deadpool (2016)
- Terminator: Dark Fate (2019)

Visuele effecten, digitale animatie of second unit
- Hideaway (1995)
- Scott Pilgrim vs. the World (2010)
- The Girl with the Dragon Tattoo (2011)
- Thor: The Dark World (2013)
- Love, Death & Robots (2019)